# Brian Slagel
Brian Slagel er ejer og grundlægger af Metal Blade Records. Slagel er kendt for at have givet Metallica deres første gennembrud i 1982 med en medvirken med sangen "Hit the Lights" på Metal Blade opsamlingsalbummet Metal Massacre, og har siden udgivet albummet af Slayer, Mercyful Fate, Cannibal Corpse, Fates Warning og Amon Amarth, blandt andre.
Da Slayer var åbningsband for Bitch fik Brian Slagel øjnene op for Slayer da de spillede en coverversion af Iron Maidens "Phantom Of The Opera". Slagel overtalte Slayer til at indspille en sang til opsamlingspladen Metal Massacre III, og snart efter ville Slagel have Slayer til at skrive kontrakt med sit nyoprettede pladeselskab Metal Blade.